# Зграда ауто сервиса „Фиат” у Београду
Зграда ауто сервиса „Фиат” налази се у градској општини Врачар на адреси Булевар ослобођења 61 и Рудничка 1  у Београду и представља споменик културе Србије.

## Историјат и архитектура
Објекат се састоји од просторија које су планиране да буду јавно-пословне, стамбене и производно-сервисне намене. Првобитно, просторије су биле одвојене, продајни салон у приземљу главног тракта, са становима на осталим етажама, гаража у средишњем и радионице у најнижем тракту у Рудничкој улици. Сваки тракт је различито третиран, по форми и материјализацији. Зграда представља комплекс од изузетних архитектонско-урбанистичких вредности и један је од најзначајнијих примера београдске модерне архитектура и реткост монументализма пред Други светски рат. Објекат садржи елементе европског интернационалног стила са новинама у конструкцији употребом нових материјала, а такође садржи елементе фунционализма у обликовању унутрашњег простора који се одражава и на организацији фасадног платна.
Пројекат зграде урадио је српски архитекта и професор Архитектонског факултета Универзитета у Београду, Милан Злоковић. Изградња објекта трајала је од 1939. до 1942. године, а завршни радови изведени су после Другог светског рата. Зграда ауто сервиса „Фиат” била је стамбена, јавно-пословна и производно-сервисна, па су тада делови зграде фунцкионално били одвојени.
Одлуком Владе Републике Србије, 8. марта 2019. године уврштен је у споменик културе.